# Karlo Bručić
Karlo Bručić (Zagreb, 17. travnja 1992.), hrvatski je nogometaš, reprezentativac u mladim kategorijama. Trenutačno igra za izraelski klub  Bnei Sakhnin.

## Klupska karijera
Karlo Bručić rođen je u Zagrebu 1992. godine. Prve nogometne korake napravio je u zagrebačkome Dinamu. Dinamo ga je prvo posudio sesvetskom Radniku jednu sezonu i nakon toga u zagrebačku Lokomotivu. Za Lokomotivu je prvu utakmicu u 1. HNL odigrao 4. ožujka 2012. godine protiv Rijeke. Rujna 2014. godine prešao je s posudbenog ugovora u potpuno vlasništvo Lokomotive, za koju je odigrao rekordan broj utakmica. Igrač je Lokomotive s najviše odigranih prvoligaških utakmica u 1. HNL - 124. S Lokomotivom je došao do završnice Hrvatskoga kupa 2012./2013. Nastupio je u prvoj utakmici završnice, a na drugoj je postigao i zadnji pogodak za izjednačenje.

## Reprezentativna karijera
Za hrvatske mlade reprezentacije igrao je od izabranog sastava do 15 godina starosti pa do izabranog sastava do 21 godine starosti. Prvu službenu utakmicu za reprezentaciju do 17 godina odigrao je u kvalifikacijskom susretu za EP 2009. godine protiv Luksemburga, 19. ožujka 2009. godine. Kvalifikacijske susrete za EP igrao je u kategoriji do 19 godina starosti, a prvi je odigrao 7. listopada 2010. godine protiv Ovčjih Otoka.

## Priznanja
Sūduva
- A Lyga (1): 2019.
- Litavski kup (1): 2019.

Koper
- Slovenski kup (1): 2021./22.

## Vanjske poveznice
- Hrnogomet Profil
- Sportnet  Arhivirana inačica izvorne stranice od 12. listopada 2016. (Wayback Machine) Profil, igrač GNK Dinamo
- Sportnet  Arhivirana inačica izvorne stranice od 12. listopada 2016. (Wayback Machine), Profil, igrač NK Lokomotiva
- (njem.) Weltfussball Profil
- (engl.) Soccerway Profil